# Muckle Flugga
Muckle Flugga è un piccolo isolotto roccioso dell'arcipelago delle Isole Shetland, in Scozia. Situato tra Unst e Out Stack è spesso descritto come il punto più a nord delle Isole britanniche, anche se in realtà il piccolo isolotto di Out Stack è effettivamente l'estremo nord del Regno Unito. In passato Muckle Flugga è stata l'isola abitata più a nord del Regno, ma quando il faro è stato automatizzato e l'ultimo residente si è trasferito, ha ceduto il record a Skaw.
Politicamente ricade nell'area amministrativa (precedentemente "regione unitaria") delle Isole Shetland, in Scozia. Ospita un faro del 1854 classificato "Category A" da Historic Scotland, l'Agenzia scozzese per la tutela dei monumenti.
Il suo nome proviene dall'antico norreno Mikla Flugey, che significa "isola ripida". Muckle Flugga è spesso citata sugli elenchi dei luoghi con nomi non consueti.
Secondo il folklore locale, Muckle Flugga e la vicina Out Stack nacquero quando due giganti, Herma e Saxa, si innamorarono della stessa sirena. Combatterono per lei lanciandosi grandi pezzi di roccia, uno dei quali divenne Muckle Flugga. Per sbarazzarsi di loro, la sirena si offrì di sposare quello dei due che la avrebbe seguita fino al Polo nord. Entrambi cercarono di seguirla e annegarono, dato che nessuno dei due sapeva nuotare.